# Szentlőrinc
Szentlőrinc (Sanlazzaro in italiano, St. Laurenz in tedesco, Selurinac in croato) è una città dell'Ungheria situata nella contea di Baranya, nella regione del Transdanubio Meridionale di 7.000 abitanti (dati 2009)

## Società

### Evoluzione demografica
Secondo i dati del censimento 2001 il 92,2% degli abitanti è di etnia ungherese, l'1,5% di etnia rom e l'1,5% di etnia tedesca